# Loriol-sur-Drôme

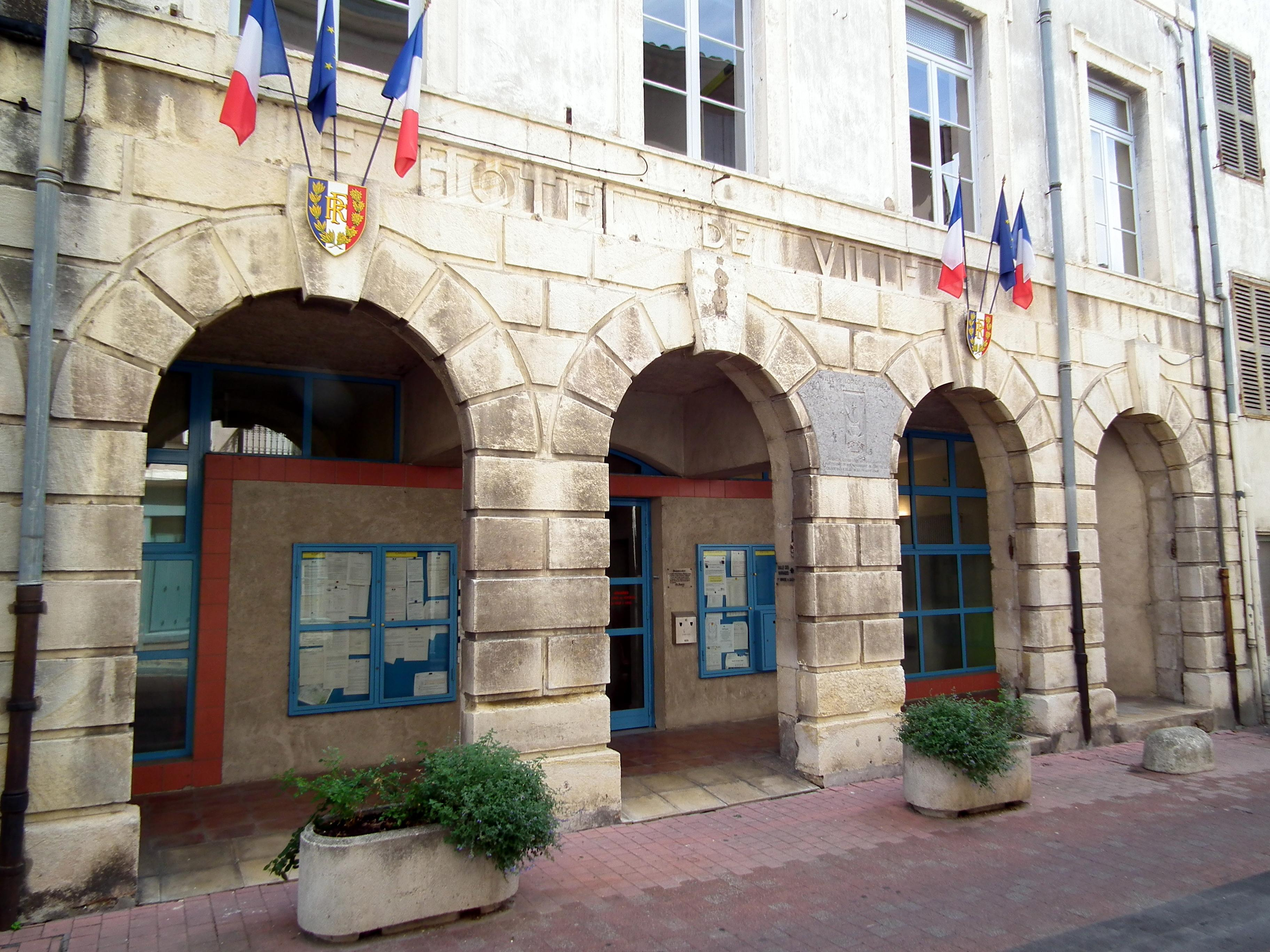
Rathaus (Hôtel de ville)

Loriol-sur-Drôme [lɔʁjɔl syʁ dʁom] ist eine französische Gemeinde mit 6584 Einwohnern (Stand 1. Januar 2022) im Département Drôme in der Region Auvergne-Rhône-Alpes; sie gehört zum Arrondissement Valence und zum Kanton Loriol-sur-Drôme. Die Bewohner werden Loriolais und Loriolaises genannt.
Die Gemeinde erhielt 2022 die Auszeichnung „Eine Blume“, die vom Conseil national des villes et villages fleuris (CNVVF) im Rahmen des jährlichen Wettbewerbs der blumengeschmückten Städte und Dörfer verliehen wird.

## Geographie
Die Kleinstadt liegt rund 20 Kilometer nördlich von Montélimar und etwa gleich weit südlich von Valence an der linken Talseite der Rhone. Nachbargemeinden von Loriol-sur-Drôme sind:
- Livron-sur-Drôme im Norden,
- Grane im Osten,
- Cliousclat im Süden,
- Saulce-sur-Rhône im Südwesten,
- Baix ebenfalls im Südwesten und
- Le Pouzin im Westen (beide bereits im Département Ardèche).

Die westliche Gemeindegrenze verläuft in Flussmitte der Rhone, die nördliche Grenze bildet der Fluss Drôme, der hier in die Rhone einmündet. Von der Rhone zweigt am linken Ufer ein Kraftwerkskanal (Canal d’Amenée) ab, der in Saulce-sur-Rhône das Wasserkraftwerk Usine Béthenod versorgt. Die Rhone selbst wird bei der Abzweigung des Kanals durch eine Wehranlage (Barrage der Loriol) gestaut.

## Geschichte

### Internierungslager Loriol
Im September 1939 wurde auf einem ehemaligen Fabrikgelände im Süden der Stadt ein Internierungslager eingerichtet. Dort wurden Emigranten aus Deutschland, Österreich und Italien sowie Bürgerkriegsflüchtlinge aus Spanien untergebracht. Zu den in Frankreich Internierten kamen im Mai auf Bitten der belgischen Regierung auch noch unerwünschte Ausländer aus Belgien nach Loriol.:S. 66, S. 238 Bei den bereits von Frankreich internierten Insassen des Lagers soll es sich um 90 ältere Menschen aus dem Lager Arandon und um 150 Häftlinge aus anderen Lagern im Département Isère gehandelt haben sowie um 69 Personen die aus Les Milles nach hier verbracht worden seien.
Angesichts des Vorrückens der deutschen Wehrmacht, die zum Zeitpunkt des Waffenstillstands bereits ca. 30 km vor Loriol stand, wurden die Inhaftierten im Juni 1940 zusammen mit Internierten aus anderen Lagern in Les Milles gesammelt:S. 69, bevor sie von dort auf andere Lager verteilt wurden.
Am 20. August 1940 wurde das Lager reaktiviert; vor allem Spanier und Italiener wurden als unerwünschte Ausländer dort festgehalten, am 13. Januar 1941 kamen 28 französische politische Häftlinge (Gewerkschafter und Kommunisten) hinzu. Im März 1941 wurde das Lager endgültig aufgelöst; 2008 wurde der Hauptbau und 2010 das letzte Gebäude des einstigen Lagers abgerissen.

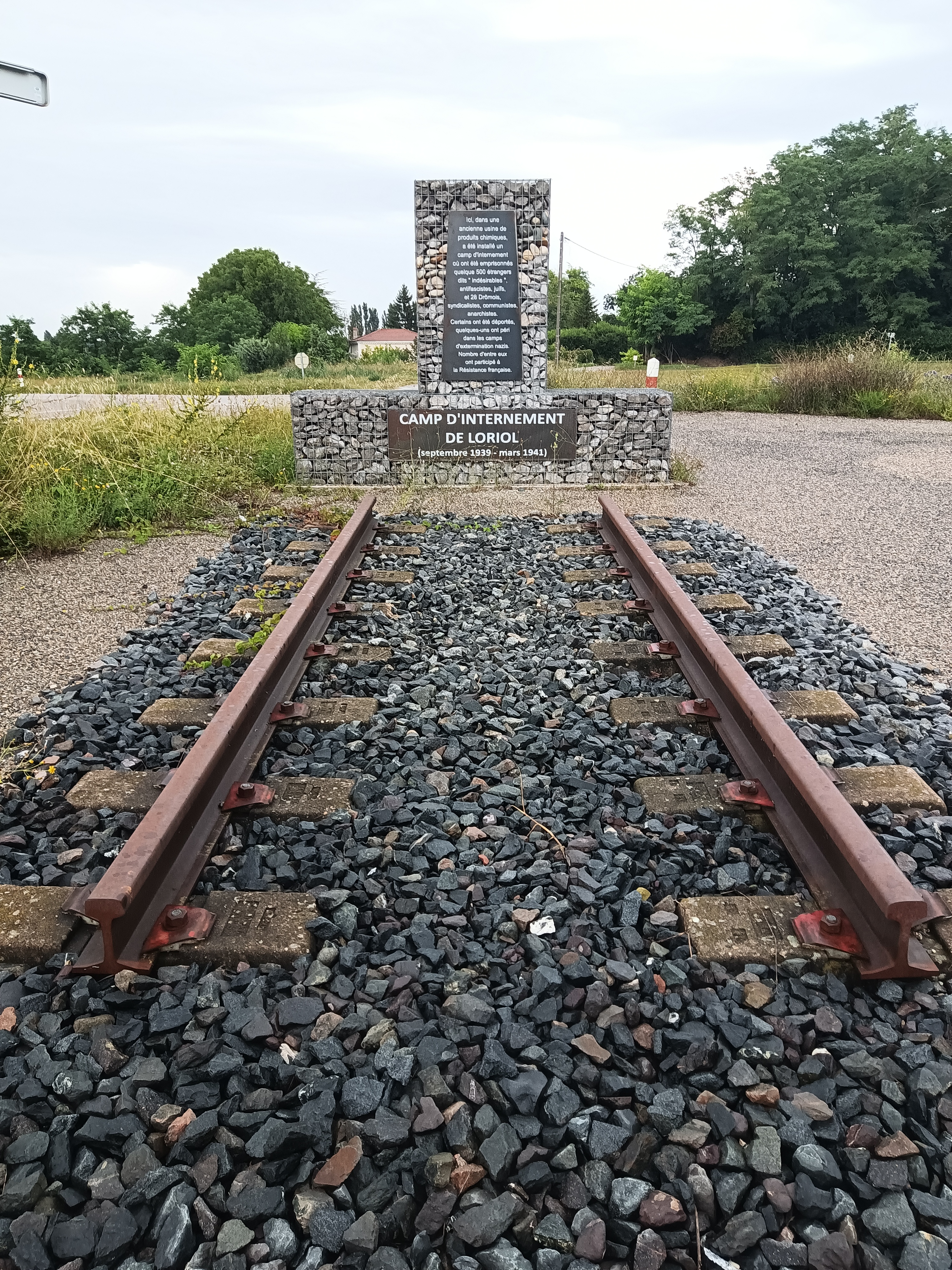
Gedenkort zur Erinnerung an das Internierungslager Loriol
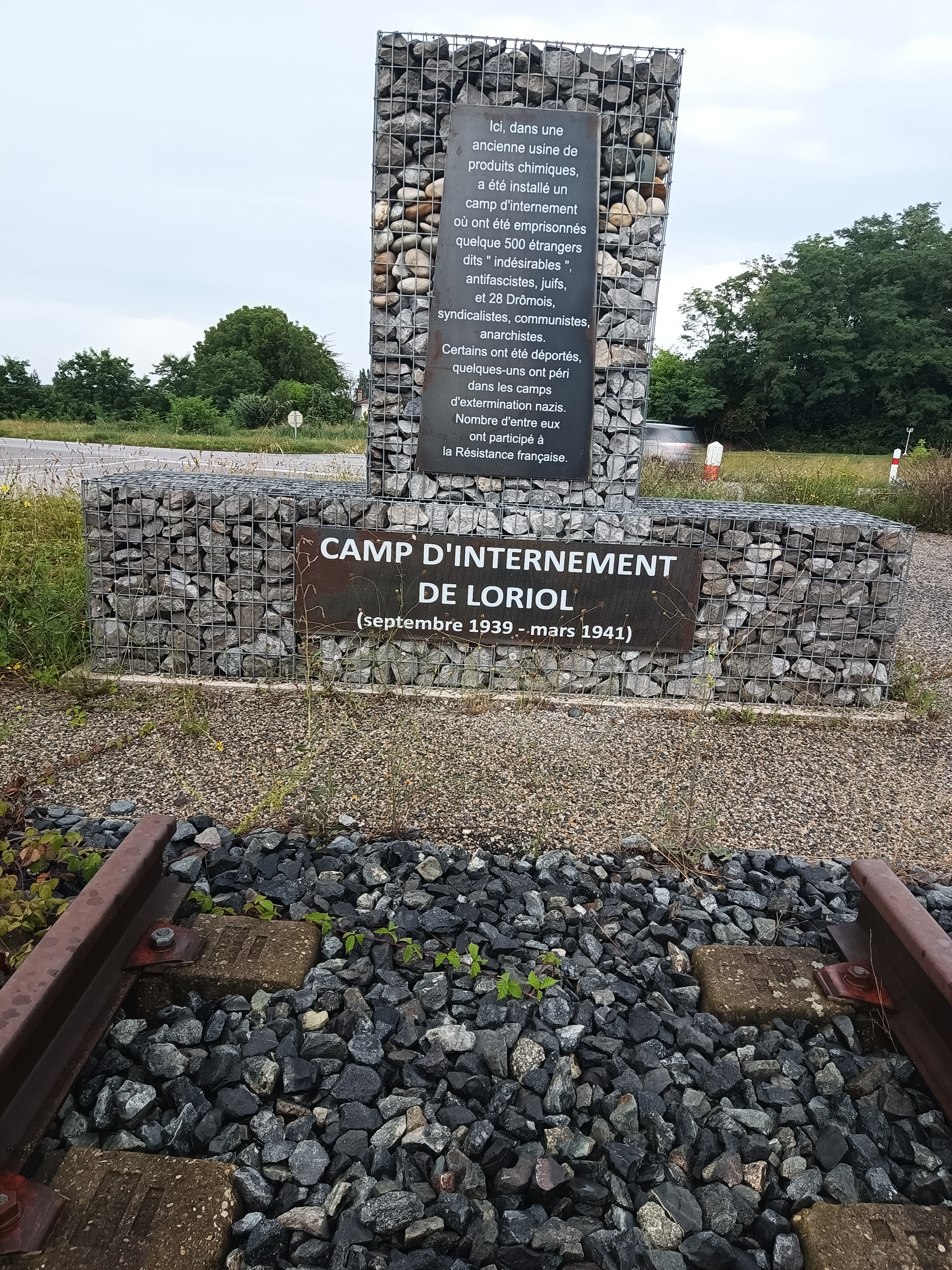
Gedenktafel an der Einmündung der Vieille Route de Saulce in die N 7
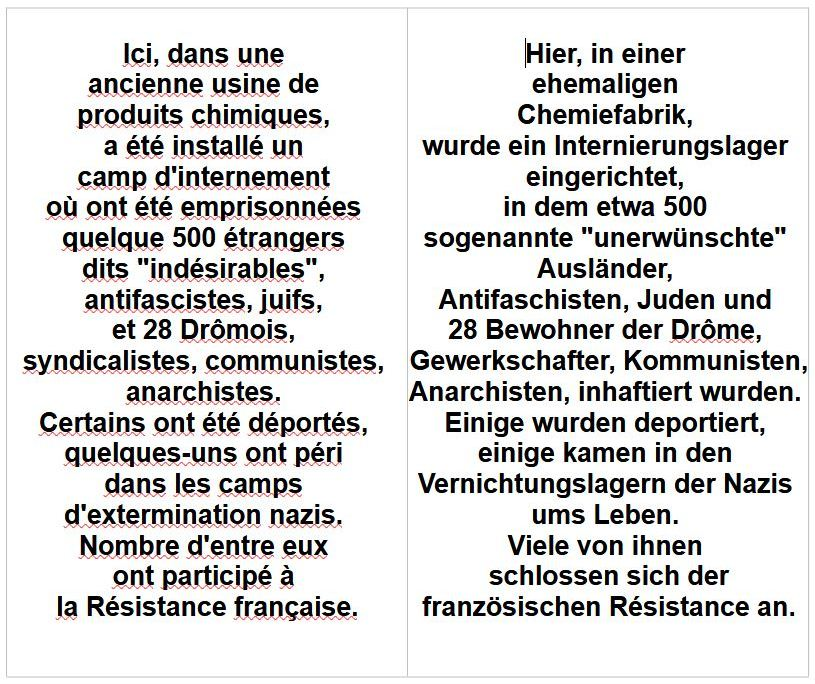
Text und Übersetzung der Gedenktafel

### Die Feuerwehrleute von Loriol
Am 29. November 2002 kamen fünf Mitglieder der Freiwilligen Feuerwehr von Loriol bei einem Unfall ums Leben.  Sie waren zu einem Einsatz auf der Autobahn A7 ausgerückt, als ein 81-jähriger Autofahrer mit über 150 km/h in die Gruppe raste. Vier Feuerwehrleute waren auf der Stelle tot. Ein fünfter wurde in die Drôme geschleudert, erst elf Jahre später wurden seine sterblichen Überreste gefunden. Der Fahrer des Unfallwagens wurde zu fünf Jahren Freiheitsentzug verurteilt. Heute erinnert eine Gedenkstätte in der Nähe des Unfallorts an das tragische Ereignis.

## Bevölkerungsentwicklung
| Jahr                       | 1968 | 1975 | 1982 | 1990 | 1999 | 2006 | 2009 | 2018 |
| Einwohner                  | 3421 | 3514 | 4635 | 5609 | 5698 | 5701 | 5796 | 6605 |
| Quellen: Cassini und INSEE |      |      |      |      |      |      |      |      |

## Verkehrsanbindung

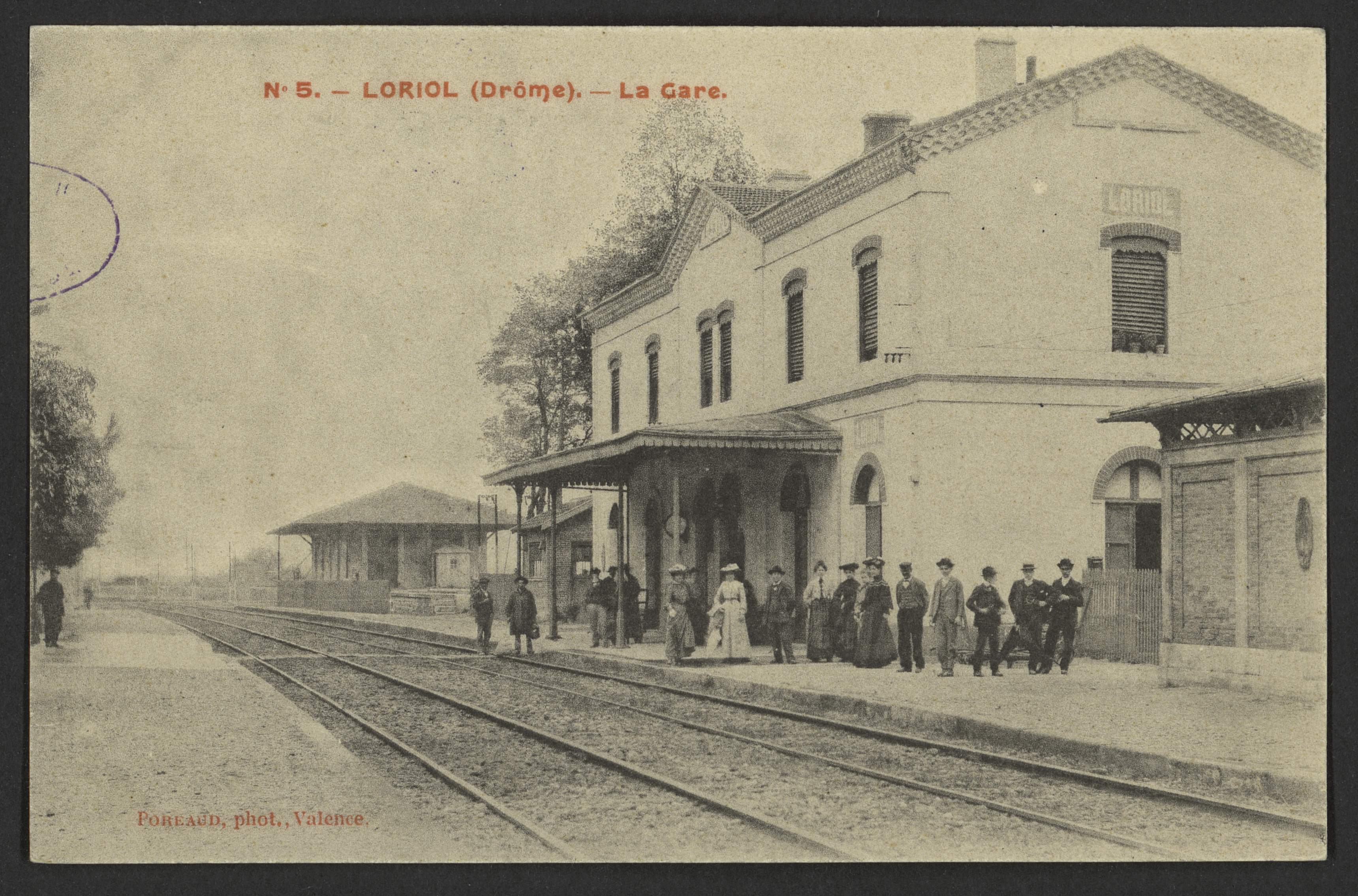
Bahnhof Loriol um 1900

Das Gemeindegebiet wird von der Nationalstraße N 7 erschlossen, die auf der linken Rhôneseite in Nord-Süd-Richtung verläuft. Diese wird im Ort Loriol-sur-Drôme von der Achse der Départementsstraßen D 104/D 104N gequert, die in Richtung Westen mit einer Brücke über die Rhône und durch Le Pouzin weiter nach Privas führt. In östlicher Richtung verläuft die D 104 am linken Drôme-Ufer nach Crest.
Durch die Gemeinde verläuft die Autobahn A 7 („Autoroute du Soleil“) mit einer Anschlussstelle zur D 104N.
Am 29. Juni 1854 wurde von der Compagnie du chemin de fer de Lyon à la Méditerranée der Bahnhof Loriol an der Bahnstrecke Paris–Marseille eröffnet. Heute halten dort Züge de Regionalverkehrs TER Auvergne-Rhône-Alpes der Relation Lyon–Avignon.

## Sehenswürdigkeiten
- Maison la Guérimande, Bürgerhaus aus dem 18. Jahrhundert – seit 1992 in Teilen als Monument historique eingeschrieben[6]
- Mémorial des Sapeurs-Pompiers, Gedenkstätte für die Feuerwehrleute von Loriol

## Städtepartnerschaften
- Schwalmstadt, Deutschland
- Tradate, Italien

## Persönlichkeiten
- Étienne Martin (1913–1995), französischer Bildhauer, in Loriol-sur-Drôme geboren